# Hr.Ms. Sumatra (1891)
Hr. Ms. Sumatra was een Nederlands pantserdekkorvet, in 1890 voor de Indische Militaire Marine gebouwd door de Koninklijke Fabriek van Stoom- en andere Werktuigen op haar werf in Amsterdam.

## Specificaties
De bewapening van het schip bestond uit een enkel 210 mm kanon, een enkel 150 mm kanon en twee enkele 120 mm kanonnen. Het dekpantser was 38 mm. Het schip was 69,97 meter lang, 11,3 meter breed en had een diepgang van 4,67 meter. De waterverplaatsing bedroeg 1693 ton. De motoren van het schip leverden 2350 pk waarmee een snelheid van 17 knopen gehaald kon worden. Het schip werd bemand door 181 man.

## Dienst
De korvet was gebouwd voor dienst in de wateren van Nederlands-Indië en opereerde onder de verantwoordelijkheid van de gouverneur-generaal in Batavia. Op 1 mei 1891 werd de Sumatra in dienst gesteld.
Op 10 mei 1902 werd het schip uit dienst genomen en in 1907 voor 96.360 gulden voor de sloop verkocht aan de firma Duinker en Goedkoop.